# Dome Karukoski

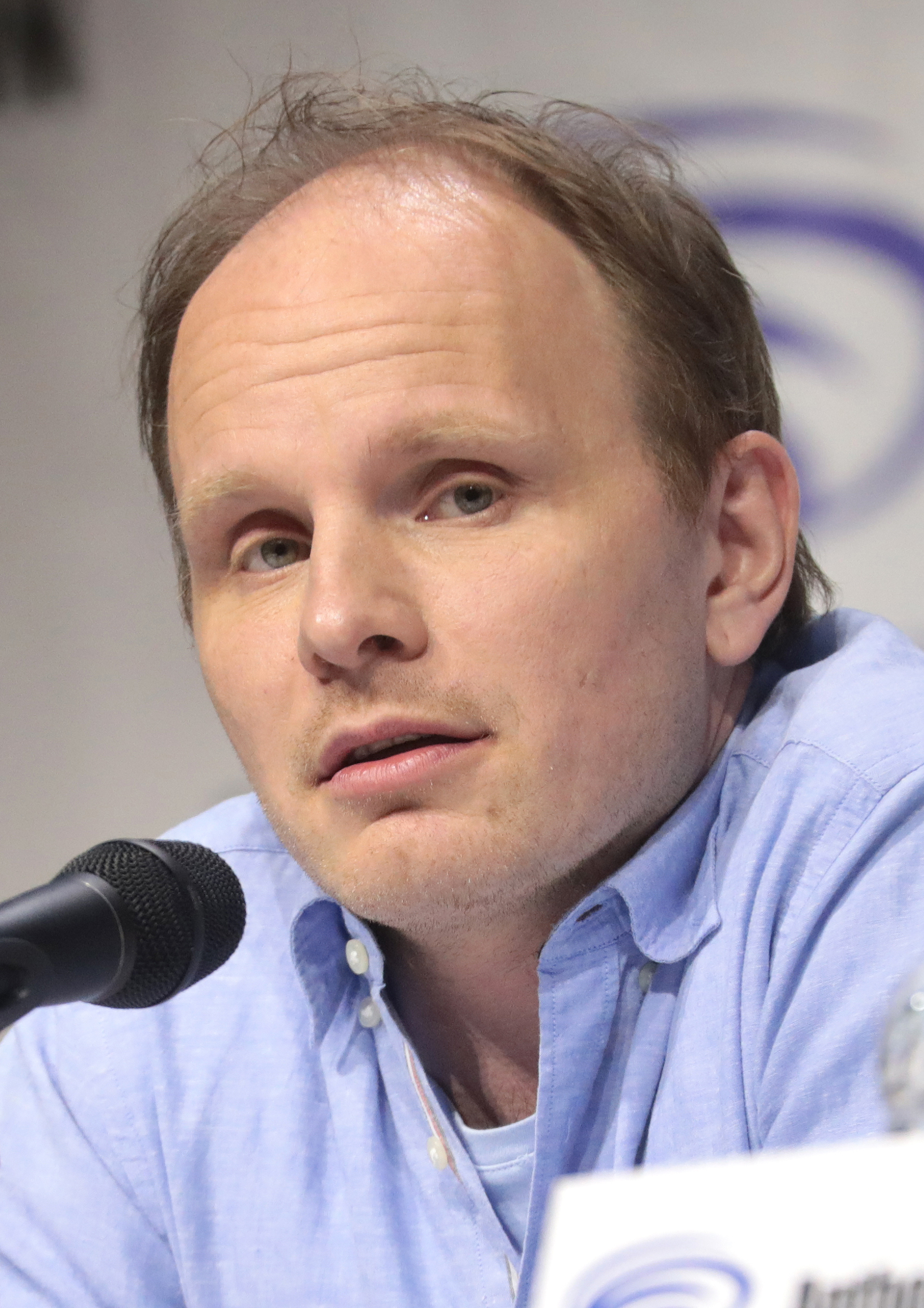
Dome Karukoski (2019)

Thomas „Dome“ August George Karukoski (* 29. Dezember 1976 in Nikosia, Zypern) ist ein preisgekrönter finnischer Filmregisseur, Drehbuchautor, Schauspieler und Filmproduzent. Er wurde durch Kinofilme wie Helden des Polarkreises und filmische Künstlerbiografien wie Tom of Finland und Tolkien international bekannt.

## Leben
Dome Karukoski, geboren 1976 auf Zypern, ist der Sohn der finnischen Journalistin Ritva Karukoski und des US-amerikanischen Schauspielers George Dickerson. Als er fünf Jahre alt war, zog die Familie von Zypern nach Finnland. Karukoski wuchs mehrsprachig auf. Im Jahr 1999 wurde er an der Universität für Kunst und Design in Helsinki als einer von drei Studenten ausgewählt, die sich auf Regie spezialisieren konnten.
Seit 2003 ist Karukoski im Filmgeschäft in verschiedenen Funktionen tätig, u. a. als Filmregisseur, Drehbuchautor oder Produzent, gelegentlich auch als Schauspieler. Zu Beginn seiner Laufbahn realisierte er Kurzfilme wie Verenperintö oder Käytösrangaistus, seit 2005 auch Kinofilme. Nach seinem Kinodebüt Das Mädchen und der Rapper drehte er mit The Home of Dark Butterflies ein weiteres Drama. Er inszenierte 2010 die romantische Komödie Helden des Polarkreises. Im Jahre 2014 erschien mit Kaffee mit Milch und Stress ein weiteres komödiantisches Drama. Karukoski gewann 2017 mit seinem Film Tom of Finland beim Göteborg International Film Festival den FIPRESCI-Preis.
Am 3. Mai 2019 hatte sein Filmdrama Tolkien mit Nicholas Hoult und Lily Collins Premiere im Kino in Finnland.

## Filmografie

### Als Regisseur
- 2003: Verenperintö (Kurzfilm)
- 2003: Käytösrangaistus (Kurzfilm)
- 2005: Das Mädchen und der Rapper (Tyttö sinä olet tähti)
- 2008: The Home of Dark Butterflies (Tummien perhosten koti)
- 2008: Protectors (Fernsehserie, 2 Episoden)
- 2008: Veljet (Fernsehminiserie, 4 Episoden)
- 2009: Forbidden Fruit
- 2010: Helden des Polarkreises (Napapiirin sankarit)
- 2011: Burungo (Kurzfilm)
- 2012: Valtatie 13 (Fernsehfilm)
- 2013: Heart of a Lion
- 2013: Yhteispeli (Kurzfilm)
- 2014: Lohtu (Video Kurzfilm)
- 2014: Kaffee mit Milch und Stress (Mielensäpahoittaja)
- 2015: Lähde omiesi matkaan (Video Kurzfilm)
- 2017: Tom of Finland
- 2019: Tolkien
- 2020–2021: The Beast Must Die (Fernsehserie, 5 Episoden)
- 2025: Klein-Sibirien (Pikku-Siperia)

### Als Drehbuchautor
- 2008: The Home of Dark Butterflies (Co-Autor) (Tummien perhosten koti)
- 2011: Burungo (Kurzfilm)
- 2012: Valtatie 13 (Fernsehfilm)
- 2014: Lohtu (Video Kurzfilm)
- 2014: Kaffee mit Milch und Stress (Mielensäpahoittaja)
- 2017: Tom of Finland

### Als Filmproduzent
- 2014: I Placebo (Dokumentarfilm)
- 2014: Headfirst
- 2015: Lapland Odyssey 2
- 2016: The Mine
- 2016: Gold Digger
- 2017: Tom of Finland
- 2017: Miami
- 2017: Lapland Odyssey 3
- 2017: Wonderland
- 2018: Veljeni vartija
- 2019: Aktivistit: (Fernsehminiserie, 3 Episoden)

### Als Schauspieler
- 2005: Das Mädchen und der Rapper (Tyttö sinä olet tähti)
- 2006: Rikospoliisi ei laula (Fernsehserie, 1 Episode)
- 2008: The Home of Dark Butterflies (Tummien perhosten koti)
- 2008: Protectors (Fernsehserie, 3 Episoden)
- 2008: Veljet (Fernsehminiserie, 4 Episoden)
- 2009: Uutishuone (Fernsehserie, 1 Episode)
- 2011: Burungo (Kurzfilm)
- 2013: Above Dark Waters
- 2016: Liebe zu verkaufen (Onnenonkija)
- 2017: Die andere Seite der Hoffnung (Toivon tuolla puolen)

## Auszeichnungen (Auswahl)
- 2017: Göteborg International Film Festival: FIPRESCI-Preis für Tom of Finland